# Eyjólf Bolverksson

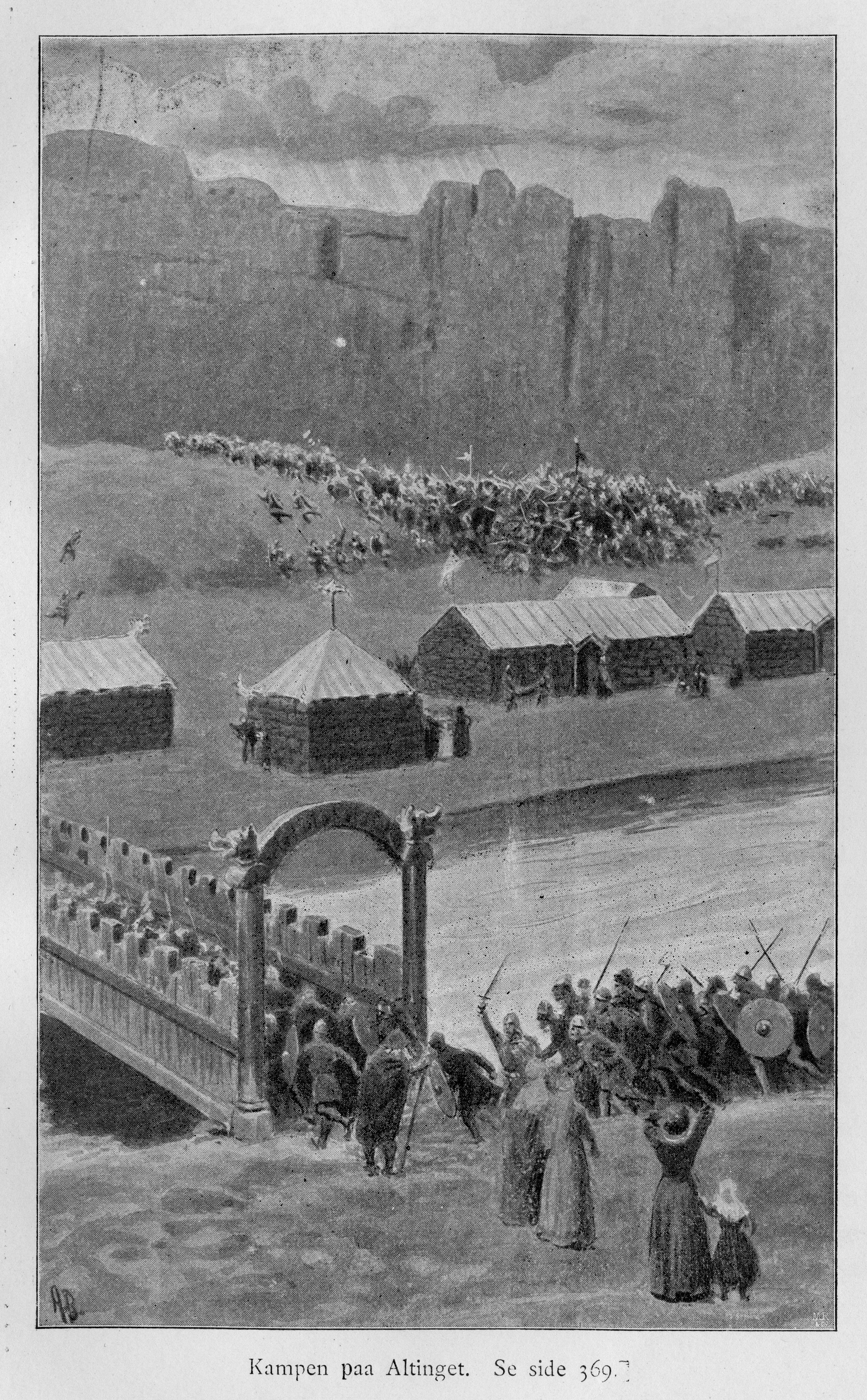
Representação da batalha de Alþingi de 1012 numa gravura de 1898.

Eyjólf Bolverksson (m. 1012) foi um caudilho víquingue e jurista da Islândia no século XI. É um personagem histórico da saga de Njál na qual é referido como sendo um homem atraente, respeitado, alto e um promissor candidato a legífero (homem de leis). É também mencionado como um dos três conhecedores da lei na ilha, mas possuía uma grande defeito: era demasiado ganancioso.
Filho de Bölverkur Eyjólfsson, tinha antecedentes familiares que o vinculavam a Olaf Feilan. Tornou-se partidário de Flosi Þórðarson em troca de um suborno em alþingi de 1012, num processo contra Flosi e seus aliados pela vergonhosa causa da morte de Njáll Þorgeirsson e da sua família. A lei islandesa era muito estrita e o papel de assessor legal estava limitado à parte envolvida ou, em caso de privação, a alguém designado por vinculação familiar ou dívida de honra, pelo que o suborno não beneficiaria portanto Flosi. Os tecnicismos e falhas legais utilizados por Eyjólf no processo deram origem a uma batalha entre os clãs familiares, na qual Eyjólf não escapara do infortúnio de ser atingido por uma lança de Kári Sölmundarson. Kári protagonizaria uma das vinganças mais longas e sangrentas das sagas nórdicas.[carece de fontes?]
O seu irmão Gellir Bolverksson tornar-se-ia legífero por duas vezes.[carece de fontes?]